# Ninh Quang
Ninh Quang là một xã thuộc thị xã Ninh Hòa, tỉnh Khánh Hòa, Việt Nam.
Xã Ninh Quang có diện tích 18,45 km², dân số năm 1999 là 11.626 người, mật độ dân số đạt 630 người/km².